# 凹齒龍屬

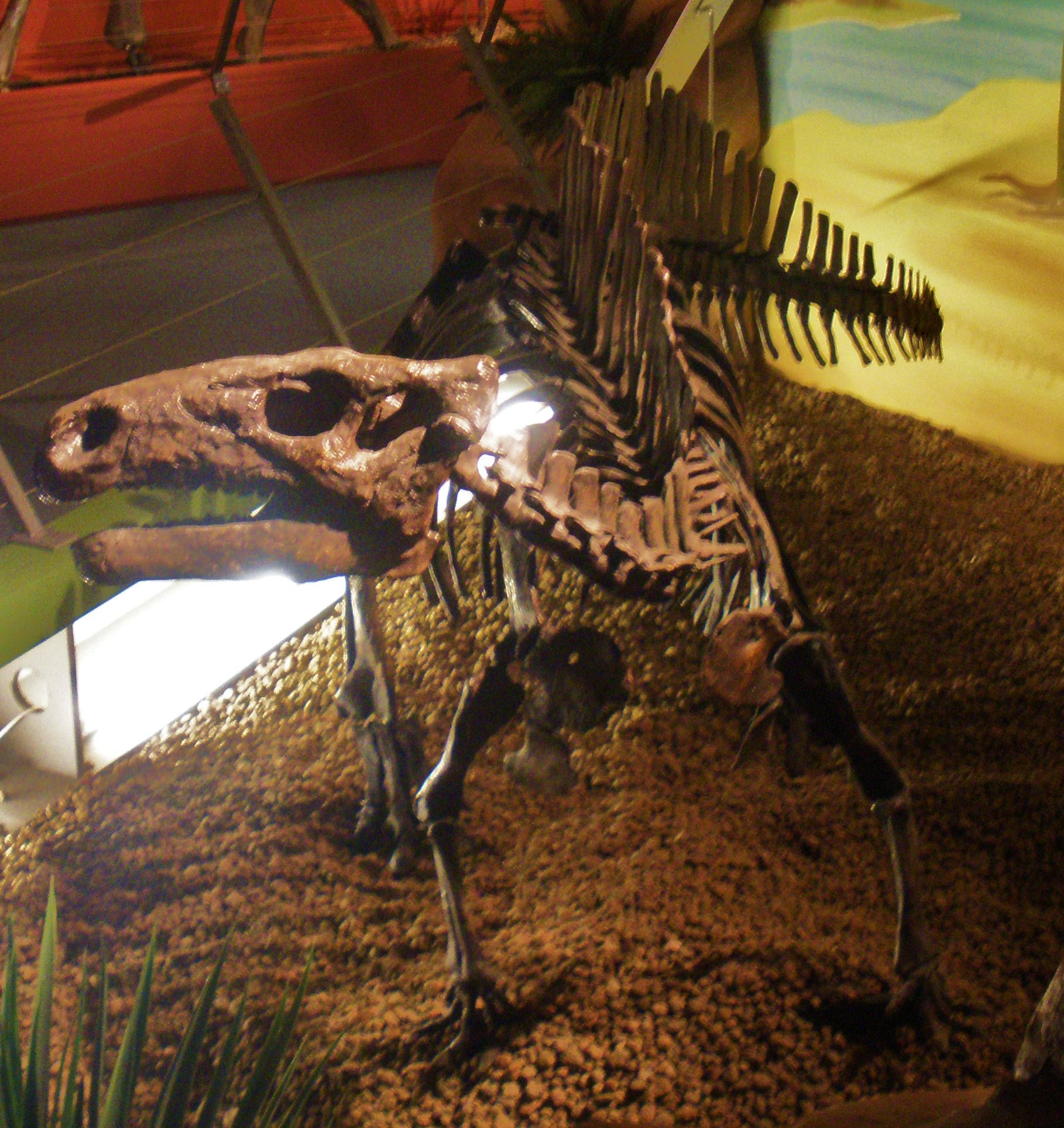
R. priscus的骨架模型

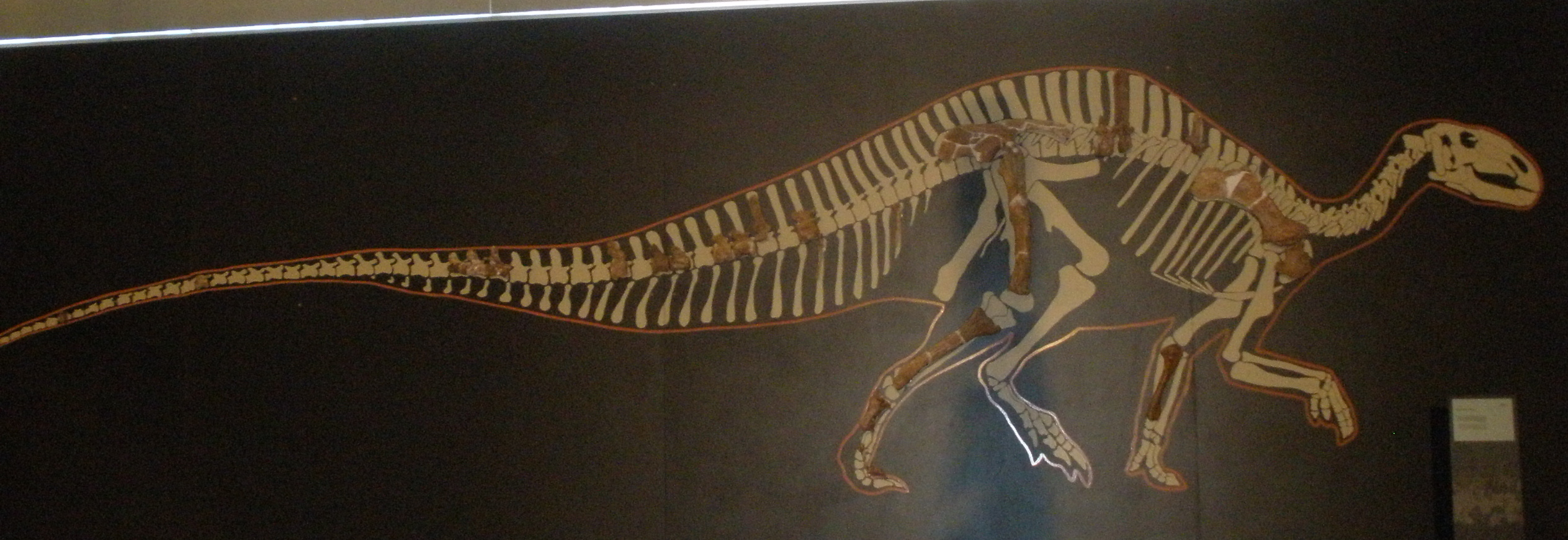
R. priscus的重建模型

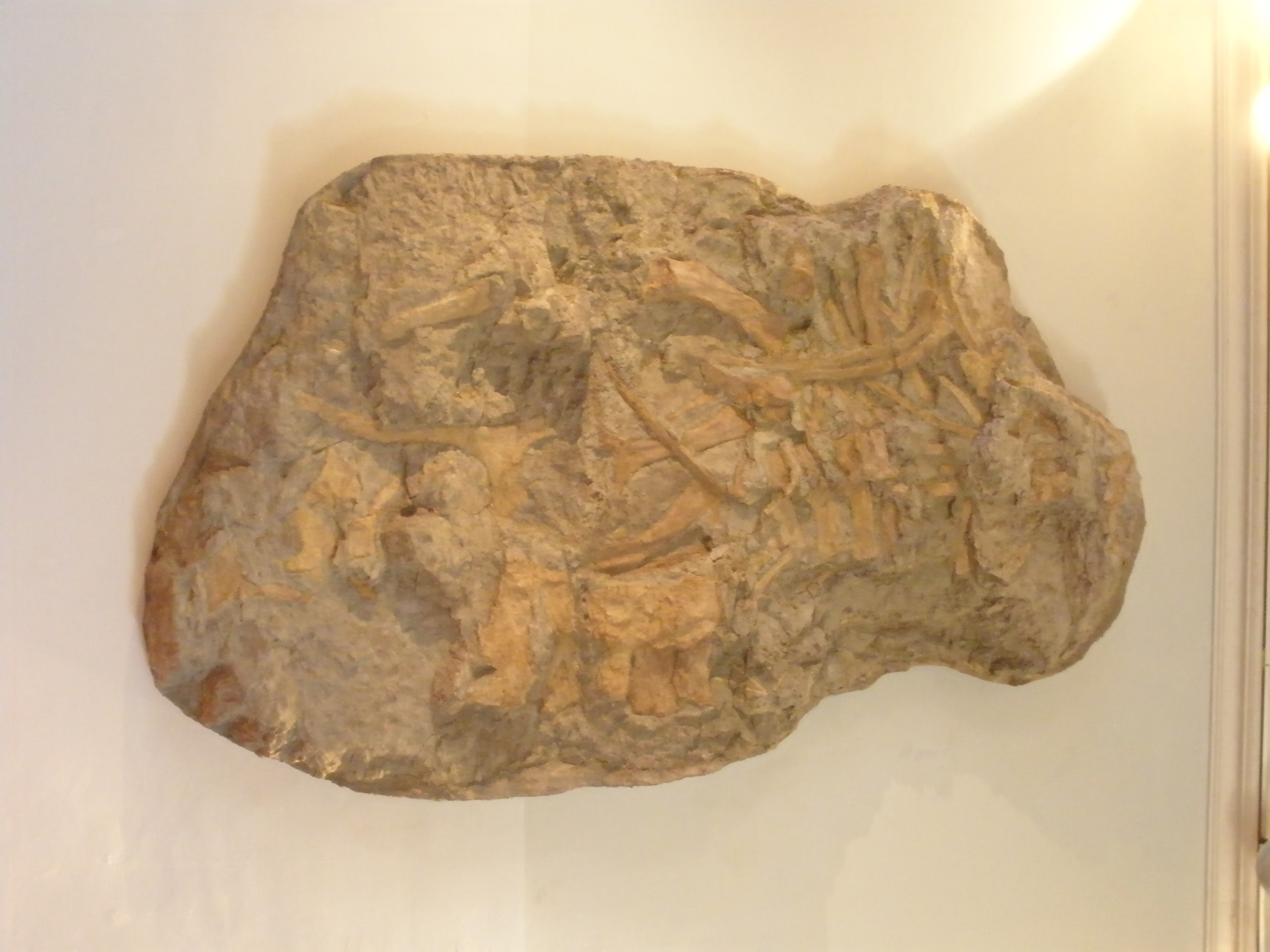
R. priscus的骨骼化石

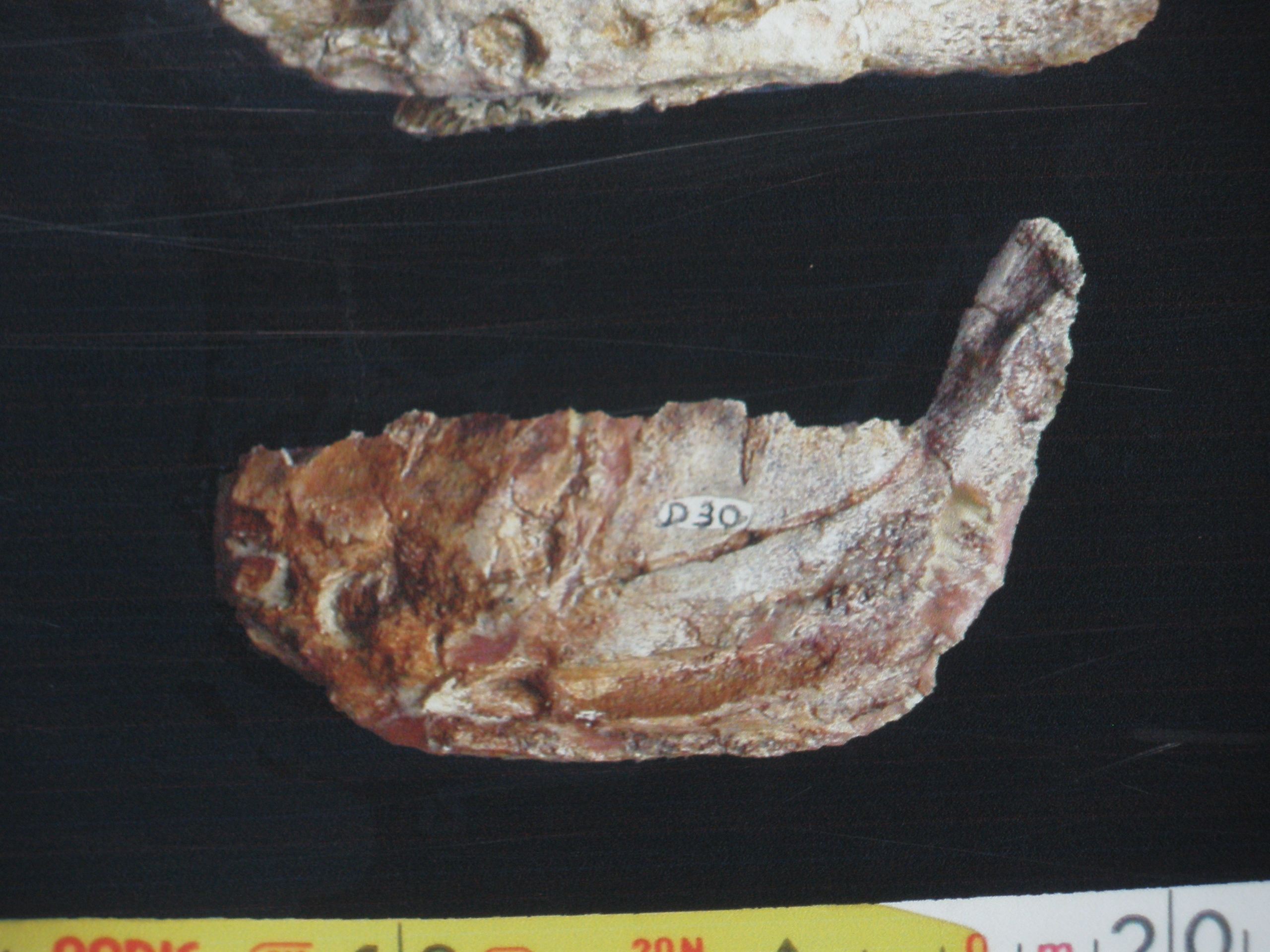
R. septimanicus的化石

凹齒龍屬（屬名：Rhabdodon）意為“有凹槽的牙齒”，是鳥腳亚目恐龍的一屬，生存於晚白堊紀的歐洲，約7000萬年前。
過去不確定凹齒龍屬於禽龍類或稜齒龍類，或者是兩者間遺失的連結。現在的證據顯示牠們是外表類似腱龍的禽龍類。模式種是原始凹齒龍（R. priscus）；另一個種塞提馬尼亞凹齒龍（R. septimanicus）是在1991年由埃瑞克·比弗托（Eric Buffetaut）與Le Loeuff敘述、命名，但兩種可能是同一動物。凹齒龍生存於西班牙、法國、以及羅馬尼亞的哈提格島（Haţeg Island）。另一個外表類似的禽龍類生存於早1500萬年的捷克，目前已發現股骨與四肢碎片。與牠們的近親相比，凹齒龍的體型較小，這可能是因為白堊紀歐洲的島嶼環境。
凹齒龍的體型接近鹿，牠們可能會遇上火盜龍、塔哈斯克龍等掠食動物。

## 大眾文化
凹齒龍曾出現在探索頻道的電視節目《恐龍星球》（Dinosaur Planet）第三集，節目裡介紹凹齒龍為一種生存於白堊紀地中海哈提格島的侏儒恐龍類。

## 外部連結
- 凹齒龍遺骸重建圖
- Thescelosaurus! 凹齒龍